# Maurice Amman
Pour les articles homonymes, voir Amman (homonymie).
Maurice Amman (Saint-Maur-des-Fossés, 16 octobre 1904 - Saint-Mandé, 24 juillet 1988) est un officier de marine français.

## Biographie
Il entre à l'École navale en octobre 1923 et en sort enseigne de 2e classe en octobre 1925. Enseigne de 1re classe (octobre 1927), lieutenant de vaisseau en octobre 1931, il embarque sur le contre-torpilleur Tigre puis embarque en 1940 sur le cuirassé Jean-Bart à Saint-Nazaire qui parvient à gagner Casablanca à la barbe des Allemands. 
Capitaine de corvette en décembre 1940 sur le contre-torpilleur Albatros, il participe aux combats de Casablanca en novembre 1942 puis commande l'aviso La Boudeuse en avril 1943 avant d'être affecté en avril 1944 au cabinet de l'amiral Lemonnier. Nommé chef d'état-major général de la marine et capitaine de frégate en juillet 1944) il commande le contre-torpilleur Hoche en 1946. 
Capitaine de vaisseau en juillet 1949, il est membre de la délégation française du comité permanent du Comité militaire du Pacte atlantique en 1950 et dirige en 1951 le croiseur Jeanne d'Arc ainsi que l’École d'application des enseignes de vaisseau. 
En 1952, il est chargé du bureau des affaires alliés à l’État-major général. Il est promu contre-amiral en septembre 1955. Nommé attaché naval à Londres puis vice-amiral en septembre 1959, il commande l’École de guerre navale et devient préfet maritime de Cherbourg. En octobre 1960, il est nommé commandant supérieur de la base stratégique de Bizerte et doit faire face en juillet 1961 à la crise franco-tunisienne, ce qui lui vaut des marques de reconnaissance de la part du Général de Gaulle. 
Il prend rang et appellation de vice-amiral d'escadre en octobre 1961, Il est préfet maritime de Brest et de la 2ème région maritime en décembre 1961. En octobre 1964, il prend rang et appellation d'amiral. Il est versé dans la 2ème section des officiers généraux en novembre 1965. 
En 1967, il fonde la Société nationale de sauvetage en mer. Membre de l'Académie de marine qu'il préside en 1975-1976, Amman est aussi le fondateur du Cercle de la mer à Paris.

## Distinctions
- Grand officier de la Légion d'honneur (1962)[2], son dossier n'est pas encore disponible dans la base Léonore[3].
- Grand-croix de l'ordre national du Mérite[4]
- Croix de guerre 1939–1945
- Croix de la Valeur militaire
- Commandeur de l'ordre du Mérite maritime
- Croix du combattant
- Commandeur avec plaque de l'ordre de l'Étoile noire (1956)[5]